# Ранчіо-Валькувія
Ранчіо-Валькувія (італ. Rancio Valcuvia) — муніципалітет в Італії, у регіоні Ломбардія, провінція Варезе.
Ранчіо-Валькувія розташоване на відстані близько 540 км на північний захід від Рима, 60 км на північний захід від Мілана, 11 км на північний захід від Варезе.
Населення — 914 осіб (2014).
Щорічний фестиваль відбувається 20 січня. Покровитель — San Fabiano.

## Демографія
Населення за роками:

Станом на 1 січня 2023 року в муніципалітеті офіційно проживало 68 іноземців з 17 країн, серед них 9 громадян країн Євросоюзу та 9 громадян України.

## Сусідні муніципалітети
- Бедеро-Валькувія
- Бринціо
- Кассано-Валькувія
- Кастелло-Каб'яльйо
- Кувельйо
- Феррера-ді-Варезе
- Машаго-Примо